# Jazz modal
Jazz modal é um dos estilos do jazz, assim denominado por utilizar o modo, em vez da progressão de acordes para a harmonia.
Surgiu na segunda metade do século XX e sua base conceitual está contida no livro Lydian Chromatic Concept of Tonal Organization - The art and science of tonal gravity (1953),  do compositor e teórico musical George Russell.
A maioria dos críticos identifica Kind of Blue (1959) de Miles Davis como o primeiro álbum modal da história do jazz, embora alguns trabalhos anteriores já o prenunciassem - a exemplo de Somethin' Else, de Cannonball Adderley com a participação de Miles Davis, lançado em 1958, e Milestone, também lançado em 1958, pelo célebre quinteto de Miles Davis e mais Cannonball Adderley. Outros trabalhos notáveis foram My Favorite Things (1960) e Impressions (1963), de John Coltrane, e Maiden Voyage de Herbie Hancock (1965).

## Princípios
O jazz modal basicamente desvincula a progressão dos acordes e a tonalidade, ou seja, não requer que os acordes sejam  correspondentes às regras da harmonia tonal ou construídos por harmonização dos vários graus da tonalidade. Além disso, cada acorde é associado a diferentes escalas modais, cada uma delas com a sua tônica, sempre de maneira independente e desvinculada da tonalidade.
Pode-se dizer que há uma aplicação sucessiva de diferentes escalas modais (não necessariamente diatônicas, podendo ser, por exemplo,  pentatônicas), em vez de sucessões de acordes. Na composição de frases e períodos musicais, usam-se fragmentos de escalas modais relacionadas entre si, enquanto a passagem de um período a outro (caracterizada por outro acorde ou escala modal) ocorre  mediante soluções melódicas particulares, sem que os sons estejam em relação evidente com uma tonalidade. O raciocínio é, portanto, predominantemente escalar (ou seja, pensa-se por escalas), e mesmo as harmonizações e construções de acordes podem movimentar-se por toda a extensão de uma dada escala, empregando qualquer nota. Perde-se, assim, a simbiose entre harmonia e melodia que havia caracterizado toda a produção jazzística até o surgimento do jazz modal.
O jazz modal nasce como reação ao bebop e ao hard bop, que tinham incrementado as estruturas jazzísticas com progressões harmônicas de tipo tonal, caracterizadas por numerosos acordes diferentes e numerosas substituições harmônicas, frequentemente acompanhadas por um ritmo obsessivo, opondo a estes a busca de uma situação musical de maior distensão, tanto com relação ao  tempo como à harmonia.
O método surte seus primeiros efeitos no fim dos anos 1950 e se desenvolve nos meados da década de 1960, trazendo inovações na linguagem jazzística e sobretudo diferenciando-se da agressividade do Hard bop, utilizando-se de escalas alternativas, acordes desvinculados da tonalidade, construídos com intervalos de quarta ou quinta (além de terças, como na música tonal tradicional) e com mais liberdade no fraseado. 